# Bois de la Loge
Le Bois de la Loge est un sommet du massif du Morvan, situé à cheval sur les communes de Fâchin et de Villapourçon, dans la Nièvre, en France. Il s'élève à 818 mètres d'altitude.

## Géographie
Le Bois de la Loge est divisé entre Fâchin sur ses flancs nord et ouest et Villapourçon sur ses flancs sud et est. Le sommet est aussi partagé. Il est situé à proximité imminente du département de Saône-et-Loire (du nord au sud, communes d'Arleuf, de Saint-Prix et de Glux-en-Glenne).
Il forme un chaînon commun avec la roche de Suize (796 m), mont voisin au nord.

## Accès
La route départementale 27 le dessert par l'ouest sur un axe nord-sud.